# Матчи женской сборной России по волейболу 2016
В 2016 году Женская сборная России по волейболу приняла участие в трёх официальных турнирах, проводимых под эгидой ФИВБ и ЕКВ.

## Турниры и матчи

### Европейский олимпийский отборочный турнир
| 4 января. Анкара (Турция). Россия — Польша 3:2 (19:25, 18:25, 25:22, 25:14, 15:10). Предварительный этап. Группа «В» |
| --- |

Россия: Щербань (14 очков), Обмочаева (12), Косьяненко (1), Фетисова (1), Кошелева (16), Заряжко (5), Малова — либеро. Выход на замену: Старцева, Малых (1), Любушкина (3), Соколова (3), Ходунова (1).

Польша: Верблиньска, Поланска, Пыця, Волош, Ягело, Сковроньска-Долата, Май — либеро. Выход на замену: Курниковска, Бельцик, Томся, Грейман.
| 5 января. Анкара (Турция). Россия — Италия 3:1 (25:16, 23:25, 25:19, 25:21). Предварительный этап. Группа «В» |
| --- |

Россия: Щербань (4), Любушкина, Обмочаева (18), Старцева (3), Кошелева (20), Заряжко (6), Малова — либеро. Выход на замену: Косьяненко, Малых, Ходунова, Фетисова, Соколова.

Италия: Гуиджи, Чентони, Ферретти, Кирикелла, Дель Коре, Л.Бозетти, М.Ди Дженнаро — либеро, Сансонна — либеро. Выход на замену: Орро, Диуф, Эгону, Данези.
| 7 января. Анкара (Турция). Россия — Бельгия 3:0 (25:19, 25:22, 25:17). Предварительный этап. Группа «В» |
| --- |

Россия: Щербань (3), Обмочаева (20), Старцева (2), Фетисова (3), Кошелева (15), Заряжко (6), Малова — либеро, Ежова — либеро. Выход на замену: Косьяненко, Малых (3), Соколова.

Бельгия: Дирикс, Хейрман, Лейс, Альбрехт, ван Хеке, Руссо, Куртуа — либеро. Выход на замену: ван де Вивер, Лемменс, ван де Стене.
| 8 января. Анкара (Турция). Россия — Турция 3:1 (21:25, 25:18, 25:12, 15:20). Полуфинал |
| -------------------------------------------------------------------------------------- |

Россия: Щербань (14), Обмочаева (14), Косьяненко, Фетисова (4), Кошелева (22), Заряжко (10), Малова — либеро. Выход на замену: Старцева (7), Малых (1), Любушкина, Соколова.

Турция: Г.Кырдар, Акман, Айдемир-Акйол, Озсой, Эрдем-Дюндар, Демир-Гюлер, Карадайи — либеро, Орге — либеро. Выход на замену: Онал, О.Чемберджи-Кырдар, Услупехливан, Токсой-Гуидетти, Йылмаз.
| 9 января. Анкара (Турция). Россия — Нидерланды 3:1 (25:21, 22:25, 25:19, 25:20). Финал |
| -------------------------------------------------------------------------------------- |

Россия: Щербань (10), Обмочаева (24), Старцева (3), Фетисова (2), Кошелева (23), Заряжко (8), Малова — либеро. Выход на замену: Косьяненко (1), Малых (1), Любушкина (3), Ходунова.

Нидерланды: Белин, де Крёйф, Балкестейн-Гротхёйс, Слютьес, Бёйс, Дейкема, Стам-Пилон — либеро, Книп — либеро. Выход на замену: Столтенборг, Питерсен, Колхас, Плак, Стенберген, Схот.
Как и четырьмя годами ранее, европейский олимпийский квалификационный турнир прошёл в столице Турции Анкаре с участием 8 команд. Сборная России, стартовав с тяжелейшей победы над Польшей, в дальнейшем последовательно победила ещё четырёх своих соперников и уверенно завоевала единственную олимпийскую путёвку, разыгрывавшуюся на этом турнире. При этом состав финалистов оказался идентичен финалу чемпионата Европы трёхмесячной давности, в котором сборная России также оказалась сильнее команды Нидерландов.

### Гран-при
| 10 июня. Калининград (Россия). Россия — Нидерланды 3:1 (25:22, 20:25, 25:20, 25:16). Предварительный этап. 1-й тур. Группа «С» |
| --- |

Россия: Щербань (10 очков), Заряжко (12), Любушкина (2), Гончарова (Обмочаева) (29), Косьяненко (2), Фетисова (3), Ильченко (7), Малова — либеро. Выход на замену: Бабешина, Малых, Малыгина, Старцева (1).

Нидерланды: Белин, де Крёйф, Балкестейн-Гротхёйс, Слютьес, Бёйс, Дейкема, Стам-Пилон — либеро. Выход на замену: Столтенборг, Плак, Колхас, Схот, Стенберген, Питерсен.
| 11 июня. Калининград (Россия). Россия — Бельгия 3:0 (25:20, 25:15, 25:16). Предварительный этап. 1-й тур. Группа «С» |
| --- |

Россия: Щербань (10), Заряжко (7), Гончарова (7), Косьяненко, Ильченко (9), Самойленко (9), Малова — либеро. Выход на замену: Бабешина, Малых (9), Старцева (1), Малыгина (1), Любушкина (1).

Бельгия: Херботс, Хейрман, Лейс, Гробельна, Лемменс, ван де Вейвер, де Тант — либеро. Выход на замену: Бибаув, Руссо, ван Гестел, Альбрехт.
| 12 июня. Калининград (Россия). Россия — Турция 3:2 (26:24, 20:25, 20:25, 25:20, 15:10). Предварительный этап. 1-й тур. Группа «С» |
| --- |

Россия: Щербань (9), Заряжко (10), Гончарова (19), Косьяненко, Ильченко (14), Самойленко (1), Малова — либеро, Ежова — либеро. Выход на замену: Бабешина (3), Малыгина (3), Фетисова (9), Старцева, Малых (3).

Турция: Акман, Услупехливан, Баладын, Онал, Айдынлар, Юртдагюлен, Орге — либеро. Выход на замену: Йылмаз, Дурул, Арысан, Йылдырым.
| 17 июня. Бари (Италия). Россия — Нидерланды 3:0 (25:17, 25:23, 28:26). Предварительный этап. 2-й тур. Группа «F» |
| --- |

Россия: Заряжко (11), Гончарова (18), Косьяненко (2), Фетисова (14), Кошелева (7), Ильченко (5), Малова — либеро. Выход на замену: Бабешина, Малых, Малыгина (7), Старцева.

Нидерланды: Белин, Плак, де Крёйф, Балкестейн-Гротхёйс, Слютьес, Дейкема, Схот — либеро. Выход на замену: Столтенборг, Питерсен, Книп, Стенберген, Бёйс.
| 18 июня. Бари (Италия). Россия — Таиланд 3:0 (25:22, 25:22, 25:13). Предварительный этап. 2-й тур. Группа «F» |
| --- |

Россия: Заряжко (13), Малыгина (1), Гончарова (23), Косьяненко, Фетисова (1), Ильченко (9), Малова — либеро. Выход на замену: Старцева (3), Малых (6), Любушкина (1), Самойленко (4), Бабешина.

Таиланд: Нуэкчанг, Бамрунгсук, Апиньяпонг, Кокрам, Томком, Конгьот, Панной — либеро, Саниткланг — либеро. Выход на замену: Бундасак, Моксри, Помла.
| 19 июня. Бари (Италия). Россия — Италия 3:2 (19:25, 25:15, 25:22, 22:25, 15:10). Предварительный этап. 2-й тур. Группа «F» |
| --- |

Россия: Заряжко (11), Гончарова (24), Косьяненко (1), Фетисова (8), Кошелева (23), Ильченко (10), Малова — либеро. Выход на замену: Старцева, Малых (4), Бабешина, Малыгина (1).

Италия: Ортолани, Малинов, Гуиджи, Чентони, Кирикелла, Дель Коре, М.Ди Дженнаро — либеро. Выход на замену: Спирито, Данези, Силла, Диуф.
| 24 июня. Киото (Япония). Россия — Сербия 2:3 (25:23, 27:25, 21:25, 20:25, 12:15). Предварительный этап. 3-й тур. Группа «I» |
| --- |

Россия: Щербань (5), Заряжко (9), Гончарова (20), Косьяненко (3), Фетисова (4), Кошелева (19), Малова — либеро. Выход на замену: Бабешина (2), Малыгина, Ильченко (5), Старцева, Самойленко (5).

Сербия: Буша, Бракочевич, Огненович, Велькович, Николич, Стеванович, Чебич — либеро, Попович — либеро. Выход на замену: Живкович, Малешевич, Бошкович, Рашич.
| 25 июня. Киото (Япония). Россия — Таиланд 3:1 (25:16, 25:22, 22:25, 25:12). Предварительный этап. 3-й тур. Группа «I» |
| --- |

Россия: Щербань (6), Заряжко (13), Гончарова (21), Косьяненко (3), Фетисова (7), Кошелева (12), Малова — либеро, Ежова — либеро. Выход на замену: Старцева, Малыгина, Ильченко (3), Бабешина, Самойленко (3).

Таиланд: Коэтпрат, Нуэкчанг, Бундасак, Апиньяпонг, Кокрам, Конгьот, Панной — либеро, Саниткланг — либеро. Выход на замену: Кантонг, Бамрунгсук, Помла, Моксри.
| 26 июня. Киото (Япония). Россия — Япония 3:1 (20:25, 25:23, 26:24, 25:20). Предварительный этап. 3-й тур. Группа «I» |
| --- |

Россия: Заряжко (13), Гончарова (24), Бабешина (5), Кошелева (14), Ильченко (3), Самойленко (1), Малова — либеро. Выход на замену: Старцева (1), Малыгина (4), Щербань (7), Любушкина (1), Фетисова (3).

Япония: Миясита, Отакэ, Набея, Симамура, Сакода, Инуэ, Сато — либеро. Выход на замену: Дзаясу, Кога, Тасиро.
| 7 июля. Бангкок (Таиланд). Россия — Бразилия 0:3 (22:25, 10:25, 21:25). Финальный этап. Группа «J» |
| -------------------------------------------------------------------------------------------------- |

Россия: Щербань (9), Заряжко (6), Гончарова (12), Косьяненко, Фетисова (4), Малых (1), Малова — либеро. Выход на замену: Бабешина, Ильченко (2), Старцева, Малыгина (4), Самойленко (3).

Бразилия: Фабиана, Дани Линс, Таиса, Наталия, Шейла, Фе Гарай, Лея — либеро. Выход на замену: Роберта, Габи, Жаклин, Жусели.
| 8 июля. Бангкок (Таиланд). Россия — Таиланд 3:0 (27:25, 26:24, 25:19). Финальный этап. Группа «J» |
| ------------------------------------------------------------------------------------------------- |

Россия: Щербань (11), Заряжко (5), Гончарова (27), Косьяненко, Фетисова (7), Ильченко (12), Малова — либеро. Выход на замену: Старцева, Малых, Бабешина.

Таиланд: Нуэкчанг, Тинкао, Ситтирак, Томком, Кантонг, Конгьот, Буакэу — либеро, Панной — либеро. Выход на замену: Коэтпрат, Апиньяпонг, Кокрам.
| 9 июля. Бангкок (Таиланд). Россия — США 0:3 (20:25, 23:25, 14:25). Финальный этап. Полуфинал |
| -------------------------------------------------------------------------------------------- |

Россия: Щербань (4), Заряжко (5), Гончарова (14), Косьяненко (2), Фетисова (7), Ильченко (7), Малова — либеро, Ежова — либеро. Выход на замену: Старцева, Малых (1), Малыгина (1).

США: Э.Глэсс, Адамс, Ларсон-Бёрбак, Мёрфи, Хилл, Акинрадево, Бэнуорт — либеро. Выход на замену: Ллойд, Робинсон, Лоу.
| 10 июля. Бангкок (Таиланд). Россия — Нидерланды 2:3 (25:18, 25:23, 28:30, 21:25, 9:15). Финальный этап. Матч за 3-е место |
| --- |

Россия: Щербань (13), Заряжко (11), Гончарова (29), Косьяненко (1), Фетисова (12), Ильченко (9), Малова — либеро, Ежова — либеро. Выход на замену: Старцева, Малых (4), Малыгина (1), Любушкина.

Нидерланды: Белин, Плак, де Крёйф, Слютьес, Бёйс, Дейкема, Книп — либеро. Выход на замену: Питерсен, Столтенборг, Схот, Стенберген.
После окончания чемпионата России объявили о завершении карьеры многолетние лидеры сборной России Любовь Соколова и Екатерина Гамова и стало ясно, что в преддверии Олимпиады главный тренер Юрий Маричев не может на них рассчитывать. В составе национальной команды России дебютировала лишь одна волейболистка — Дарья Малыгина. Кроме этого вновь была призвана в сборную опытная связующая Марина Бабешина. В сезоне 2016 Мировой Гран-при рассматривался прежде всего как генеральная репетиция перед Олимпийскими играми.
Предварительный этап Гран-при сборная России завершила на 3-м месте и вышла в финальную стадию розыгрыша, которая прошла в столице Таиланда Бангкоке. В своей группе финального этапа россиянки уступили Бразилии и не без труда переиграли команду Таиланда, а в полуфинале ничего не смогли противопоставить сборной США. В матче за «бронзу» с командой Нидерландов российские волейболистки вели 2:0 и имели несколько матч-болов в 3-й партии, но не смогли их реализовать, после чего в игре наступил перелом и голландки, выиграв ещё две партии, оставили сборную России без медалей розыгрыша.

### Олимпийские игры
| 6 августа. Рио-де-Жанейро (Бразилия). Россия — Аргентина 3:0 (25:13, 25:10, 25:16). Предварительный этап. Группа «А» |
| --- |

Россия: Щербань (9), Заряжко (4), Гончарова (14), Косьяненко (8), Фетисова (8), Кошелева (12), Малова — либеро. Выход на замену: Малыгина (2), Ветрова, Ежова.

Аргентина: Низетич, Фреско, Соса, Ласкано, Фернандес, Кастильоне, Риццо — либеро. Выход на замену: Акоста, Бускетс Рейес.
| 8 августа. Рио-де-Жанейро (Бразилия). Россия — Южная Корея 3:1 (25:23, 23:25, 25:23, 25:14). Предварительный этап. Группа «А» |
| --- |

Россия: Щербань (1), Заряжко (7), Гончарова (22), Косьяненко (1), Фетисова (8), Кошелева (22), Малова — либеро. Выход на замену: Малыгина, Ветрова, Воронкова (13), Самойленко (5).

Южная Корея: Ли Хё Хи, Ким Хи Чжин, Ли Чже Ён, Ким Ён Гун, Ким Со Чжи, Ян Хё Чжин, Ким Хэ Ран — либеро. Выход на замену: Нам Чжи Ён, Пак Чжон А, Пэ Ю На, Юм Хе Сон.
| 10 августа. Рио-де-Жанейро (Бразилия). Россия — Камерун 3:0 (25:19, 25:22, 25:23). Предварительный этап. Группа «А» |
| --- |

Россия: Щербань (1), Заряжко (4), Гончарова (19), Косьяненко (2), Фетисова (4), Кошелева (19), Малова — либеро. Выход на замену: Малыгина, Ветрова (2), Воронкова (7), Самойленко (2).

Камерун: Фотсо Могунг, Нана Чуджанг, Абоа Мбеза, Мома Басоко, Кулла, Абдулкарим, Насер — либеро. Выход на замену: Бодо Эсисима, Нгон Нтаме.
| 12 августа. Рио-де-Жанейро (Бразилия). Россия — Япония 3:0 (25:14, 30:28, 25:18). Предварительный этап. Группа «А» |
| --- |

Россия: Щербань (12), Заряжко (8), Гончарова (20), Косьяненко (1), Фетисова (8), Кошелева (13), Малова — либеро. Выход на замену: Малыгина (1), Ветрова (3), Ежова.

Япония: Нагаока, Кимура, Набэя, Симамура, Араки, Тасиро, Сато — либеро. Выход на замену: Миясита, Исии, Сакода, Ямагути, Дзаясу.
| 14 августа. Рио-де-Жанейро (Бразилия). Россия — Бразилия 0:3 (23:25, 21:25, 21:25). Предварительный этап. Группа «А» |
| --- |

Россия: Щербань (10), Заряжко (7), Гончарова (19), Ветрова (1), Фетисова (4), Кошелева (12), Малова — либеро. Выход на замену: Малыгина, Косьяненко (1), Ежова, Самойленко (2).

Бразилия: Фабиана, Дани Линс, Таиса, Наталия, Шейла, Фе Гарай, Лея — либеро. Выход на замену: Жаклин, Габи, Фабиола.
| 16 августа. Рио-де-Жанейро (Бразилия). Россия — Сербия 0:3 (9:25, 22:25, 21:25). Четвертьфинал |
| ---------------------------------------------------------------------------------------------- |

Россия: Щербань (1), Заряжко (4), Гончарова (10), Косьяненко, Фетисова (1), Кошелева (17), Малова — либеро. Выход на замену: Ветрова, Воронкова (3), Самойленко (3), Малыгина, Ежова.

Сербия: Малешевич, Михайлович, Огненович, Стеванович, Рашич, Бошкович, Попович — либеро. Выход на замену: Бракочевич, Живкович, Велькович, Буша.
По разным причинам состав сборной России накануне Олимпиады подвергся значительным корректировкам. По сравнению с завершившимся менее месяца назад Гран-при вне заявки оказались Старцева, Малых, Ильченко, Любушкина и Бабешина. Неожиданно для многих в состав были включены связующая Вера Ветрова (после 6-летнего перерыва в выступлениях за сборную) и нападающая-доигровщица Ирина Воронкова, для которой это стало дебютом в национальной команде страны.
После четырёх матчей сборная России возглавляла турнирную таблицу в своей группе, но поражение в заключительном туре группового этапа от Бразилии оставило российских волейболисток на втором месте и в четвертьфинале им досталась команда Сербии, поединки с которой в последние годы традиционно складывались для российской сборной очень непросто. В итоге первый же матч плей-офф для россиянок оказался последним на турнире. Разгром в первой партии со счётом 9:25 наложил отпечаток на всю дальнейшую игру. Полностью прийти в себя волейболисткам России так и не удалось и поражение в трёх сетах поставило крест на медальных надеждах сборной. Не сумев преодолеть четвертьфинальный барьер сборная России повторила свой негативный результат последних двух Олимпиад.

## Итоги
Всего на счету сборной России в 2016 году 24 официальных матча. Из них выиграно 18, проиграно 6. Соотношение партий 58:31. Соперниками россиянок в этих матчах были национальные сборные 13 стран.
| Турнир                               | И  | В | П | С/О   | Место |
| ------------------------------------ | -- | - | - | ----- | ----- |
| Европейская олимпийская квалификация | 5  | 5 | 0 | 15:5  | 1-е   |
| Гран-при                             | 13 | 9 | 4 | 31:19 | 4-е   |
| Олимпийские игры                     | 6  | 4 | 2 | 12:7  | 5—8-е |

## Состав
В скобках после количество игр указано число матчей, проведённых волейболисткой в стартовом составе + в качестве либеро.
| №    | Игрок                         | Год рождения | Амплуа      | Клуб               | Турниры и игры | Турниры и игры | Турниры и игры | Всего матчей | Очки |
| №    | Игрок                         | Год рождения | Амплуа      | Клуб               | ЕОК            | ГП             | ОИ             | Всего матчей | Очки |
| ---- | ----------------------------- | ------------ | ----------- | ------------------ | -------------- | -------------- | -------------- | ------------ | ---- |
| 1    | Яна Щербань                   | 1989         | нападающая  | «Динамо» М         | 5 (5)          | 10 (9)         | 6 (6)          | 21 (20)      | 163  |
| 3    | Елена Ежова                   | 1977         | либеро      | «Динамо-Казань»    | 1 (0+1)        | 4 (0+4)        | 4              | 9 (0+5)      | 0    |
| 5    | Любовь Соколова               | 1977         | нападающая  | «Динамо» Кр        | 4              |                |                | 4            | 3    |
| 6    | Дарья Малыгина                | 1994         | нападающая  | «Заречье-Одинцово» |                | 12 (1)         | 6              | 18 (1)       | 26   |
| 7    | Екатерина Любушкина           | 1990         | центральная | «Динамо» М         | 4 (1)          | 5 (1)          |                | 9 (2)        | 11   |
| 8    | Наталия Гончарова (Обмочаева) | 1989         | нападающая  | «Динамо» М         | 5 (5)          | 13 (13)        | 6 (6)          | 24 (24)      | 459  |
| 9    | Вера Ветрова                  | 1986         | связующая   | «Динамо» М         |                |                | 6 (1)          | 6 (1)        | 6    |
| 10   | Екатерина Косьяненко          | 1990         | связующая   | «Динамо» М         | 5 (2)          | 12 (12)        | 6 (5)          | 23 (19)      | 29   |
| 12   | Наталья Ходунова              | 1992         | нападающая  | «Динамо» Кр        | 3              |                |                | 3            | 1    |
| 12   | Марина Бабешина               | 1985         | связующая   | «Уралочка-НТМК»    |                | 11 (1)         |                | 11 (1)       | 10   |
| 13   | Евгения Старцева              | 1989         | связующая   | «Динамо-Казань»    | 5 (3)          | 13             |                | 18 (3)       | 21   |
| 14   | Ирина Фетисова                | 1994         | центральная | «Динамо» М         | 5 (4)          | 12 (10)        | 6 (6)          | 23 (20)      | 122  |
| 15   | Татьяна Кошелева              | 1988         | нападающая  | «Динамо» Кр        | 5 (5)          | 5 (5)          | 6 (6)          | 16 (16)      | 266  |
| 16,4 | Ирина Заряжко                 | 1991         | центральная | «Уралочка-НТМК»    | 5 (5)          | 13 (13)        | 6 (6)          | 24 (24)      | 195  |
| 16   | Ирина Воронкова               | 1995         | нападающая  | «Заречье-Одинцово» |                |                | 3              | 3            | 23   |
| 17   | Наталья Малых                 | 1994         | нападающая  | «Динамо» Кр        | 5              | 10 (1)         |                | 15 (1)       | 34   |
| 18   | Ксения Ильченко               | 1994         | нападающая  | «Уралочка-НТМК»    |                | 13 (10)        |                | 13 (10)      | 95   |
| 19   | Анна Малова                   | 1990         | либеро      | «Динамо» М         | 5 (0+5)        | 13 (0+13)      | 6 (0+6)        | 24 (0+24)    | —    |
| 20   | Анастасия Самойленко          | 1990         | центральная | «Динамо» Кр        |                | 7 (3)          | 4              | 11 (3)       | 39   |

- Главный тренер — Юрий Маричев.
- Тренеры — Игорь Курносов, Сергей Хорошев.

Всего в 2016 году в составе сборной России в официальных турнирах играло 19 волейболисток, представлявших 5 клубов. Во всех проведённых сборной матчах участвовали Наталия Гончарова, Ирина Заряжко и Анна Малова, причём первые двое неизменно выходили в стартовом составе, а Малова — в качестве либеро. Самой результивной стала Наталия Обмочаева, набравшая в 24 матчах 459 очков (в среднем по 19,1 за игру).